# Bligny (Aube)
Bligny ist eine französische Gemeinde mit 161 Einwohnern (Stand 1. Januar 2022) in der Region Grand Est im Département Aube. Der Ort gehört zum Arrondissement Bar-sur-Aube und zum Kanton Bar-sur-Aube (bis 2015 Vendeuvre-sur-Barse). Die Einwohner werden Ébraugnais genannt.

## Lage
Bligny liegt etwa 35 Kilometer ostsüdöstlich von Troyes. Umgeben wird Bligny von den Nachbargemeinden Meurville im Norden, Bergères im Nordosten, Urville im Osten, Champignol-lez-Mondeville im Südosten, Vitry-le-Croisé im Süden und Westen sowie Longpré-le-Sec im Westen und Nordwesten.

## Bevölkerungsentwicklung
| Jahr                       | 1962 | 1968 | 1975 | 1982 | 1990 | 1999 | 2006 | 2011 | 2017 |
| -------------------------- | ---- | ---- | ---- | ---- | ---- | ---- | ---- | ---- | ---- |
| Einwohner                  | 210  | 177  | 174  | 193  | 204  | 208  | 208  | 194  | 160  |
| Quellen: Cassini und INSEE |      |      |      |      |      |      |      |      |      |

## Sehenswürdigkeiten

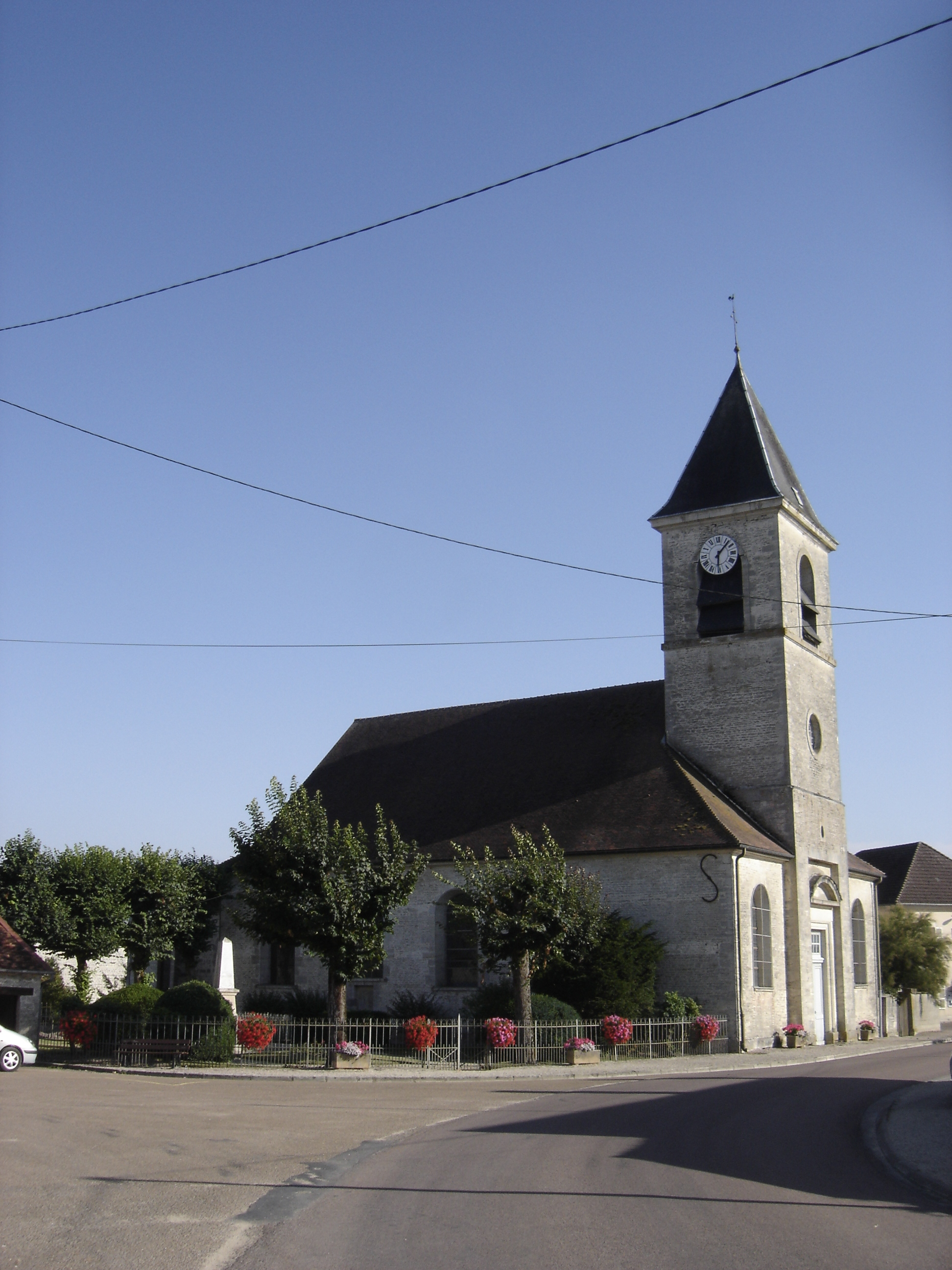
Kirche Saint-Symphorien

- Kirche Saint-Symphorien aus dem 18. Jahrhundert, Monument historique seit 1989
- Burg Bligny aus dem 12. Jahrhundert, Umbau zur Domäne bis in das 19. Jahrhundert

## Persönlichkeiten
- Raymond Picard (1917–1975), Romanist und Literaturwissenschaftler